# Dragan Vasiljković
Dragan Vasiljković (szerbül: Драган Васиљковић; 1954. december 12. – ), becenevén Dragan kapitány (szerbül: Капетан Драган / Kapetan Dragan) a Knindže vagy ("Knin nindzsáinak")  a parancsnoka a délszláv háború alatt. 2005-ben a horvát ügyészség meggyanúsította háborús bűncselekmények elkövetésével. Ezután az Interpol nemzetközi elfogató parancsot bocsátott ki ellene. 2006. januárban Ausztráliában fogták el. Itt az Ausztrál Legfelsőbb  Bíróság elrendelte a letartóztatását, hogy majd ki tudják adni Horvátországnak, ahol az állítólagos bűncselekményeiért kell felelnie. 2015. július 8-án, 13. fellebbezését követően kiadták Horvátországnak, ahol 2017. szeptember 26-án a spliti bíróság 15 év börtönre ítélte. 2020. márciusban szabadlábra bocsátották.

## Fiatalkora
Dragan Vasiljković 1954. december 12-én egy szerb ortodox családba született Belgrádban. Živorad nevű édesapja motorbalesetben vesztette életét, mikor Dragan még fiatal volt. Egy előző házasság miatt édesanyja vele és két testvérével Ausztráliába menekült. Vasiljković végül elárvult, és gyermekotthonba került. Daniel Snedden név alatt 13 évesen találkozott ismét édesanyjával és két testvérével.
Már fiatalon is több alkalommal meggyűlt a baja a törvénnyel. Több alkalommal is meggyanúsították rablással, és azzal, hogy eladta az így megszerzett tárgyakat. Másodszor azért állt bíróság elé, mert nőket kényszerített prostitúcióra. A bíró tanácsára a hadsereghez csatlakozott. 4 évet töltött az Ausztrál hadsereg 4./19. Wales hercege könnyűlovasságánál. Katonai szolgálatai után Afrikában és Dél-Amerikában dolgozott lőszer felügyelőként. Körtbe utazta a világot, majd 1988-ban visszatért Szerbiába, ahol charter hajókat és repülőket üzemeltetett. Azzal vádolták meg, hogy Melbourne Elsternwick kerületében egy bordélyt üzemeltetett az 1980-as években. Ausztráliában golfoktatásból is szerzett bevételt.

## Háború Horvátországban
1990. májusban tért vissza Belgrádba, mikor Horvátország megtartotta az első parlamenti választását. Belgrádban Dragan kapitány találkozott Saša Medakovićcsel, Krajjina barikádjainak egyik vezetőjével az augusztusi szikla háború után.